# El Estor
El Estor è un comune del Guatemala facente parte del dipartimento di Izabal.